# Poverilno pismo
Poverílno písmo (francosko Lettre de créance, angleško letter of credence) ali poverílnica je uradno diplomatsko pismo, ki imenuje diplomata za veleposlanika v drugi suvereni državi. Splošno znano kot diplomatska poverilnica, je pismo naslovljeno od enega voditelja države do drugega, s čimer prosi, da izrazi verodostojnost (francosko créance) na trditev veleposlanika, da govori v imenu svoje države. Pismo osebno izroči imenovani za veleposlanika vodji države sprejemnice na uradni slovesnosti, ki označuje začetek veleposlaniškega mandata.
Poverilna pisma so tradicionalno napisana v francoščini, ki je lingua franca diplomacije. Lahko pa so napisani tudi v uradnem jeziku države pošiljateljice.

## Predaja poverilnih pisem
Ob prihodu na svoje delovno mesto se kandidat za veleposlanika sestane z zunanjim ministrom, da se dogovorita za avdienco pri voditelju države. Prinesejo zapečateni izvirnik in nezapečateno kopijo njegove poverilnice. Nezapečatena kopija se ob prihodu izroči zunanjemu ministru, izvirnik pa se osebno izroči vodji države na uradni slovesnosti. Veleposlaniki nastopijo svoje dolžnosti šele po sprejemu poverilnih pisem, njihova prednost v diplomatskem zboru pa je določena z datumom predaje poverilnih pisem. Upravičeni so do diplomatske imunitete takoj, ko vstopijo v državo.
Kadar državi vzdržujeta odnose na ravni odpravnikov poslov, poverilno pismo napiše zunanji minister države pošiljateljice in naslovi na zunanjega ministra države sprejemnice. Pristojna poverilna pisma predata zunanjemu ministru. Voditelja države ne nagovorijo in ne izročijo poverilnih pisem, kar simbolizira nižjo raven diplomatskih odnosov med državama. Odpravnik poslov nima pravice do vojaškega spremstva ali službenega avtomobila.

### Razmerja na ravniodpravnikov
Kadar državi vzdržujeta odnose na ravni odpravnikov poslov (chargé d'affaires), poverilno pismo napiše zunanji minister države pošiljateljice in naslovi na zunanjega ministra države sprejemnice. Pristojna bosta poverilna pisma predala zunanjemu ministru. Voditelja države ne nagovorijo in ne izročijo poverilnih pisem, kar simbolizira nižjo raven diplomatskih odnosov med državama. Obtoženi nima pravice do vojaškega spremstva ali službenega avtomobila.

### Commonwealth
Visoki komisarji iz držav Commonwealtha ne izročajo poverilnih pisem. Ko imata dve državi Commonwealtha istega monarha kot vodjo države, predsednik vlade države pošiljateljice napiše neformalno predstavitveno pismo predsedniku vlade države prejemnice. Ko je država Commonwealtha republika ali ima svojega ločenega monarha, so visoki komisarji odposlani in sprejeti s pismi komisije (letters of commission), ki jih napiše en voditelj države in predstavi drugemu voditelju države. Obe obliki pisem sta bili standardizirani v letih 1950–1951, potem ko je Indija postala republika, s čimer je bil nadomeščen kaotičen sistem, v katerem so nekateri visoki komisarji nosili pisma predsednika vlade, nekateri pisma ministra za zunanje odnose, drugi pa pisem sploh niso imeli.